# Brian Smith
Brian Smith, (Paisley, 7 de juliol de 1967) fou un ciclista escocès professional des del 1991 fins al 1996. Es va proclamar dos cops campió del Regne Unit en ruta.
Un cop retirat, ha dirigit diferents equips ciclistes.

## Palmarès
- 1990
  - 1r al Lincoln Grand Prix
  - Vencedor d'una etapa al Tour de Loir i Cher
- 1991
  -  Campió del Regne Unit en ruta
- 1993
  - 1r al Manx Trophy
- 1994
  -  Campió del Regne Unit en ruta
  - 1r al Gran Premi Midtbank